# Joyce Farmer
Joyce Farmer (tidigare Joyce Sutton, född 1938) är en av pionjärerna bland kvinnliga skapare av undergroundserier. 1975 startade hon tidningen Tits & Clits tillsammans med Lyn Chevely. Farmer och Chevely grundade tillsammans förlaget Nanny Goat Productions för att erbjuda ett mindre sexistiskt alternativ till de mansdominerade undergroundserier som florerade under den här tiden. "Mindre sexistiskt" betydde emellertid inte "mindre sexuellt innehåll", och Farmers krets chockerade allmänheten minst lika grundligt som sina manliga kollegor. Nanny Goat gav även ut aborträttsserietidningen Abortion Eve 1973.
Farmer själv är aktiv än idag och har även publicerats i tidningar som Wimmen's Comix och Zero-Zero. På svenska har några av hennes serier publicerats i Pox.